# حزب سوسیالیست دموکراتیک چین
حزب سوسیالیست دموکراتیک چین یک حزب سیاسی در جمهوری چین (۱۹۴۹–۱۹۱۲) بود که در ۱۴ اوت ۱۹۴۶ در شانگهای تأسیس شد. این حزب از طریق ادغام حزب سوسیالیست ملی سابق چین (این حزب هیچ ارتباطی با حزب نازی آلمان نداشت) و حزب مشروطه خواه دموکراتیک، که هر دو با حمایت کلی از دولت ملی تحت رهبری کومینتانگ، از سال‌های تجاوز ژاپن جان سالم به در برده بودند، تأسیس شد. اولین رئیس حزب کارسون چانگ بود. این حزب همراه با کومینتانگ، حزب جوانان چین، لیگ دمکراتیک چین و حزب کمونیست چین یکی از طولانی‌ترین احزاب سیاسی فعال در چین بود.

## ایدئولوژی
هم سوسیالیست‌ها و هم مشروطه خواهان دموکرات پیوندهای محکمی با حزب مترقی منحله لیانگ کیچائو داشتند. اولی در چین به‌عنوان بخشی از اتحادیه دموکراتیک چین مستقر بود، در حالی که دومی متشکل از چینی‌های خارج از کشور و مهاجران بود. اکثر اعضای آنها میانسال تا مسن بودند. آنها هرگز به‌طور فعال عضوگیری نمی‌کردند و بیشتر اعضای آنها دوستان یا اقوام یکدیگر بودند. تعداد کم آنها به این معنی بود که آنها فاقد نفوذ بودند، اما همچنین به آنها اجازه داد تا تحت رادار کومینتانگ فعالیت کنند و از نفوذ سایر احزاب جلوگیری کنند.
پس از اعلام قانون اساسی جمهوری چین در ژانویه ۱۹۴۷، حزب سوسیالیست دموکراتیک شعبه‌هایی را در چندین استان و شهر در سراسر چین تأسیس کرد و در اولین انتخابات مجلس ملی، یوان قانونگذاری و یوان کنترل شرکت کرد. این حزب همچنین هسو فو-لین را به عنوان نامزد معاون رئیس‌جمهور در اولین مجمع ملی سال ۱۹۴۸ در نانجینگ معرفی کرد.